# Kafr Qaddum
Kafr Qaddum (Arabisch: كفر قدّوم) is een Palestijns dorp in het noordelijk deel van de Westelijke Jordaanoever in het gouvernement Qalqilya. Het dorp ligt 13 kilometer ten westen van Nablus en 17 kilometer ten oosten van de stad Qalqilya. In 2006 had het dorp 3500 inwoners. Het dorp is omringd door meerdere kleine Palestijnse dorpen, waaronder Kur, Hajja en Jit.

## Geschiedenis
In 1596 stond Kafr Qaddum geregistreerd in de Ottomaanse sandjak van Nablus ofwel district van Nablus in Palestina.
In de Eerste Wereldoorlog werd het Ottomaanse Rijk verslagen, waarna in 1922 de Britten het mandaat over Palestina verkregen. Daarna kwamen, op grond van de Balfourverklaring Joods-zionistische immigratiegolven op gang die zich in Palestina vestigden. In 1948 werd de staat Israël door Joodse leiders uitgeroepen, waarna de Arabisch-Israëlische Oorlog van 1948 uitbrak. In 1949 werd een wapenstilstand tot stand gebracht tussen de Israël en Jordanië met als grens de Groene Lijn. Het gebied ten oosten van deze Lijn werd sindsdien de Westelijke Jordaanoever van Palestina genoemd.

## Bezetting door Israël vanaf 1967
Sinds de Zesdaagse Oorlog in 1967 is de Westelijke Jordaanoever door Israël militair bezet.
Na 1967 werd een bij Kafr Qaddum gelegen Jordaans militair kampement door het Israëlische leger als militair punt in gebruik genomen, en in 1975 in een kolonie veranderd, waaraan later de naam 'Kadomim' werd gegeven.
Bij de Oslo-akkoorden van 1993-1995, waarin de Westelijke Jordaanoever werd verdeeld in A-B en C-gebieden, werden 7.994 dunums van Kafr Qaddum aangemerkt als gebied B, en 10.950 dunums als gebied C. Hoewel er met die verdeling in etappes vooruitzicht werd geboden op een onafhankelijke Palestijnse staat was dit anno 2020 nog steeds niet gerealiseerd. Sinds die akkoorden is steeds meer Palestijns grondgebied door Israël geconfisqueerd.
Na 1967 was een bij Kafr Qaddum gelegen Jordaans militair kampement door het Israëlische leger omgebouwd als militair punt. Dit werd in 1975 in een kolonie veranderd, waaraan later de naam 'Kadomim' werd gegeven.
In 2002 bouwde Israël de Israëlische Westoeverbarrière, waarmee ruim 7 kilometer grondgebied van Kafr Qaddum, meest agrarisch land, werd afgesplitst van het dorp.
De hoofdweg tussen Kafr Qaddum en Nablus werd in 2003 geblokkeerd. Ook worden Palestijnse boeren grotendeels geweerd van hun landerijen, waar kolonisten zich hebben gevestigd. Van dat land is 55% van de inwoners afhankelijk is voor hun inkomen. Sinds 2008 wordt door de Israëlische kolonisten uit Kadomim gepoogd een outpost op te zetten op land van Kafr Qaddum.
In 2009 werden 290 olijfbomen door hen in brand gestoken, de olijfoogst gestolen en vee verbrand.

## Israëlische leger
Het Israëlische leger houdt regelmatig, met name 's nachts, zoektochten in de Palestijnse dorpen. In 2012 beschuldigde een inwoner de soldaten van het IDF ervan tijdens zo'n tocht stukken goud met een waarde van duizenden sjekels uit zijn huis te hebben gestolen.
In 2007 werd aan de gemeenteraad van Kafr Qaddum een bevelschrift van het Israëlische bezettingsleger overhandigd met de melding dat ruim 9,500 dunums land geconfisqueerd werd voor de aanleg van een weg ten behoeve van het leger. Die weg zou tevens twee Israëlische nederzettingen met elkaar verbinden binnen het reeds gebouwde Ariel-nederzettingenblok.

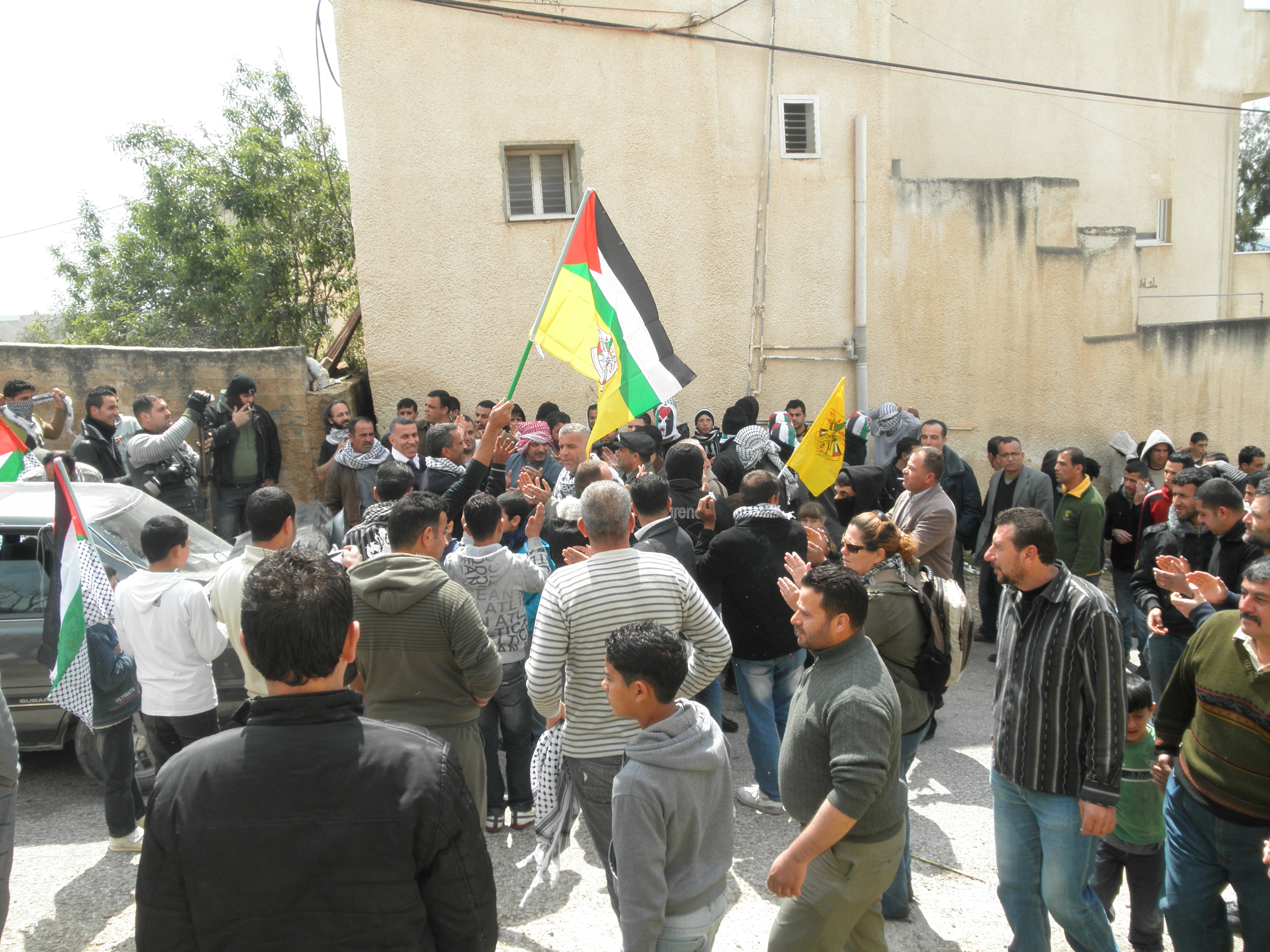
Demonstratie tegen de wegafzetting, Kafr Qaddum maart 2012

Sinds 2011 worden in Kafr Qaddum, evenals in omliggende plaatsen, waaronder Bil'in en Nabi Saleh, wekelijks demonstraties gehouden. Daarbij wordt geprotesteerd tegen de wegafsluiting sinds 2002 van de weg naar Nablus.
Daartegen wordt vaak hard opgetreden door het Israëlische defensieleger (IDF), dat door Palestijnen een bezettingsleger wordt genoemd.
Sinds 2019 verhardt zich het optreden van het Israëlische leger tegen de bewoners en demonstranten, er vinden dodelijke beschietingen plaats en er worden bulldozers ingezet tegen de demonstranten.